# 巴西國家鋼鐵公司
巴西國家鋼鐵公司（葡萄牙語：Companhia Companhia Siderúrgica Nacional，簡稱：CSN），是巴西的第二大鋼鐵制造商。 其主要廠房位於里約熱內盧州的沃尔塔雷东达和巴拉曼萨市。現任董事長為班傑明·斯特恩布魯奇。
巴西國家鋼鐵公司是巴西最大的綜合鋼鐵制造商，同時也是南美洲最大的粗鋼生產商之一。其年粗鋼產能同軋鋼產能分別為560萬和510萬噸。 該公司制造多樣化的鋼鐵產品，包括鋼板，熱軋與冷軋鋼，鍍鋅及錫軋制產品。 這些產品被分銷、包装、汽車、家電以及建築產業所采用。
巴西國家鋼鐵公司占據了巴西市場上出售的49%的鍍鋅鋼產品的份額。在2004年，該公司占有98%在巴西出售的錫軋制產品的份額。巴西國家鋼鐵公司是領先世界的錫軋制產品的生產商之一。 該公司還擁有自己的鐵礦來源。

## 歷史

### 建立與擴張（1941年-1981年）

1941年，建造中的巴西國家鋼鐵公司

巴西國家鋼鐵公司於1941年4月9日作為一家國有企業在巴西總統热图利奥·瓦加斯任內建立，該公司當時是根據美國和巴西兩國政府簽訂的《華盛頓條約》建設的給二戰盟軍供應鋼鐵的設施（後為巴西發展經濟之用）。它於1946年巴西總統尤里科·加斯帕尔·杜特拉任內開始運作。
巴西國家鋼鐵公司在1941年根據巴西時任總統瓦加斯的總統令建立。位於裏約熱內盧州沃爾塔雷東達的瓦加斯總統鋼鐵廠於1946年投入生產。 該鋼廠剛開始時制造了可樂，生鐵鑄件和長產品。 在20世紀70年代， 瓦加斯鋼鐵廠經歷了兩次大規模的擴建。第一次擴建完成於1974年， 年粗鋼產能被擴充到160萬頓。第二次擴建完成於1977年，年粗鋼產能被擴充到240萬噸。

### 1980年-2015年
巴西國家鋼鐵公司在1989年經歷了另一次擴建，年粗鋼產能被擴充到450萬噸。該公司在1993年至1994年早期經過一系列拍賣後被私有化，巴西政府在這些拍賣中出售了其所持有巴西國家鋼鐵公司公司91%的權益。 
1993年，巴西國家鋼鐵公司采取了一項資本改善項目，該項目於1995年被修改並擴充。 目標分別為：增加年粗鋼產能；改進生產效率；增強產品質量，以及增強環保與清理項目。從1996年2月開始，所有生產均采用多爐連續鑄錠方式，而非鑄錠方式（後者會導致更大的能源使用及金屬損失）。 在1996年至2002年間，巴西國家鋼鐵公司花費了相當於24億美元用於資本項目以及運營能力維護，終結於2001年對瓦加斯鋼鐵廠3號高爐與2號熱軋廠的修繕並將年產能擴充到560萬噸粗鋼和510萬噸軋制產品（原兩項產品產能均約為500萬噸）。 
2005年，該公司通過控制其在巴西淡水河谷公司的控制權，加強了它作為巴西最大的采鐵作業業主的地位。
2004年1月，巴西國家鋼鐵公司宣布批准將於2007年完成高達8.2億美元的投資，項目包括：將卡薩德佩德拉鐵礦石的產量從1550萬噸擴充到4000萬噸； 擴充塞皮提巴港口附近的煤炭碼頭使其每年可出口3000萬噸鐵礦石；建造一座600萬噸的顆粒鋼廠。 該公司為了擴大產量也尋求了收購或兼並的機會， 並投資約26億美元計劃建造建立一座新的可將現年產量580萬噸粗鋼增加一倍的鋼鐵廠。巴西國家鋼鐵公司為了尋求繼續關註其收購和發展計劃， 在2005年，該公司撥出5.2億美元用於投資。 

### 私有化（1993年-現在）
1993年， 在巴西時任總統伊塔馬爾·佛朗哥的任內， 巴西國家鋼鐵公司在聯邦政府國家私有化項目中被私有化， 該計劃在前任總統费尔南多·科洛尔·德梅洛任內已經開始，被佛朗哥政府所繼承。
該公司的主要工廠位於里约热内卢南部的塔帕拉伊巴谷沃爾雷東達，其擁有鐵礦位於孔戈尼亞斯和阿爾科斯（這兩個城市均位於米納斯吉拉斯州），並在聖卡塔琳娜州的西德羅波利斯擁有煤礦。
在將近50年的國有時期內， 在Siderbrás的支持下，巴西扁鋼部門在全國範圍內進行協調。 但國家對非扁鋼產業的幹涉則少得多，非扁鋼產業傳統上被規模更小的私人企業所組成。 較大的綜合扁鋼生產商作為Siderbrás控制下的半自主公司運營，並在1991年至1993年期間被單獨私有化。

#### 合並
2006年，在Corus公司被印度塔塔鋼鐵公司以81億美元（45億英鎊，每股4.55英鎊）收購之後， 巴西國家鋼鐵公司曾競相收購英荷鋼鐵公司Corus，兩家公司之間的競爭性招標在2007年將最終價格提高到每股6.08英鎊，而塔塔的出價超過了巴西國際鋼鐵公司。
巴西國家鋼鐵公司主要在巴西作為綜合鋼鐵生產商運營。該公司生產一系列鋼產品，包括板坯，為用於加工熱軋，冷軋或塗層卷材和板材產品的半成品;熱軋產品包括重型熱軋卷和板材，以及輕型熱軋卷和板材;冷軋產品，冷軋卷和板材;以及鍍鋅產品，包括塗有鋅或鋅基合金的扁鋼。該公司還提供錫磨產品，包括錫板，無錫鋼，低錫塗層鋼和黑色板產品。 CSN還開采鐵礦石，石灰石和白雲石，並對鐵路和電力公司進行戰略投資。該公司通過其銷售團隊和分銷商向巴西和北美，歐洲和亞洲的71個其他國家的客戶銷售其鋼鐵產品。它被認為是世界上生產率最高的鋼鐵制造商之一，每年生產600多萬噸原鋼和500多萬噸層壓板。

## 控股
巴西國家鋼鐵公司擁有不同的公司，如GalvaSud（在裏約熱內盧州的黑奧港），Inal（在聖保羅州的摩基達斯克魯易斯和裏約熱內盧的巴拉曼薩），CSNPARANÁ（在巴拉納州的阿勞卡裏亞）和集裝箱（TECON）和伊塔圭港（位於裏約熱內盧）的煤（TECAR）碼頭。它還通過MRS Logistics，CFN，聖保羅和米納斯吉拉斯州之間的伊加拉帕瓦水力發電機，聖卡塔琳娜州和南裏奧格蘭德州之間的伊塔以及美國和葡萄牙的工廠進行控制。 

## 競爭力
巴西國家鋼鐵公司在巴西的主要競爭對手是Arcelor Brazil，蓋爾道（Gerdau），保琳斯塔鋼鐵公司（COSIPA），Usiminas以及CST-Brazil。國內市場的主要競爭因素包括質量，價格，付款條件和客戶服務。盡管巴西國家鋼鐵公司與其他巴西綜合鋼廠競爭，但巴西的外國鋼鐵公司並未出現重大的進口競爭。然而，幾家外國鋼鐵公司是巴西鋼鐵廠的重要投資者。
巴西國家鋼鐵公司與巴西競爭對手相比具有以下競爭優勢：
- 專註於銷售產品組合中的高利潤產品，如錫板，預塗，鍍鋅產品和鍍鋅產品。
- 與購買鐵礦石需求的國內競爭對手（主要來自淡水河谷公司）相比，它擁有鐵礦石儲量。
- 擁有完善的物流基礎設施，從鐵礦石到鋼鐵廠和自己的港口。
- 通過伊塔（英语：Itá Hydroelectric Power Plant）和伊加拉帕瓦的水力發電廠以及沃爾塔雷東達工廠內部自己的熱電廠，能源可自給自足。
- 巴西國家鋼鐵公司的100％子公司GalvaSud使用熱浸鍍鋅鋼板和激光焊接坯料為暴露的汽車零件提供材料，這是該行業的一個趨勢。這與該公司的熱浸鍍鋅工藝技術相結合，使他們能夠在汽車領域占據主導地位。
- 巴西國際鋼鐵公司的另一家子公司CSNParaná提供額外的能力，為建築和家電行業生產高質量的鍍鋅，鍍鋁鋅和預塗鋼產品。

作為一家巴西公司，巴西國際鋼鐵公司的主要競爭優勢是其豐富的低成本，高品位鐵礦石供應，低成本勞動力和能源資源，以及良好的基礎設施（鐵路和港口，主要）。它也受益於巴西龐大的內部市場，具有巨大的增長潛力。由於這些優勢，巴西國家鋼鐵公司擁有世界上最低的鋼鐵生產成本之一。